# Orfei-Klasse
| Der russische Zerstörer Letun im Jahr 1916. | |
| Klassendetails                              | |
| Schiffstyp:                                 | Zerstörer |
| Bauwerft                                    | Ust-Ischora-Werft der Metallfabrik St. Petersburg                                                                             |
| Dienstzeit:                                 | 1915–1958 |
| Einheiten:                                  | 8 |
| Technische Daten                            | |
| Länge:                                      | 98 m |
| Breite:                                     | 9,34 m |
| Tiefgang:                                   | 3,3 m |
| Wasserverdrängung:                          | Konstruktion: 1.260 t Maximal ca. 1.450 t                                                                                     |
| Antrieb:                                    | - 4 ölgefeuerte Vulcan-Dampfkessel - 2 Satz Curtis-AEG-Vulcan-Dampfturbinen - 31.500 PSw auf 2 Wellen                         |
| Geschwindigkeit:                            | 35,0 kn |
| Reichweite:                                 | 1680 sm bei 21 kn 560 sm bei 34 kn                                                                                            |
| Brennstoffvorrat:                           | - 400 t Heizöl |
| Bewaffnung:                                 | - 4 × 102-mm-Geschütze L/60 - 1 × 40-mm-Flak L/39 - 2 × 7,62-mm-Maschinengewehre - 9 × Torpedorohre (3×3) Ø 457 mm - 80 Minen |
| Besatzung:                                  | 150 Mann |

Die Orfei-Klasse (russisch Орфей für Orpheus) war eine Klasse Zerstörer der Baltischen Flotte der Kaiserlich Russischen Marine. Sie war am Entwurf des Prototyp-Bootes Nowik orientiert, wurde im Gefolge des im Juni 1912 für die Ostsee bewilligten Kleinen Schiffbauprogramms 1912 auf Ostsee-Werften bestellt und dort gebaut.

## Entwurf

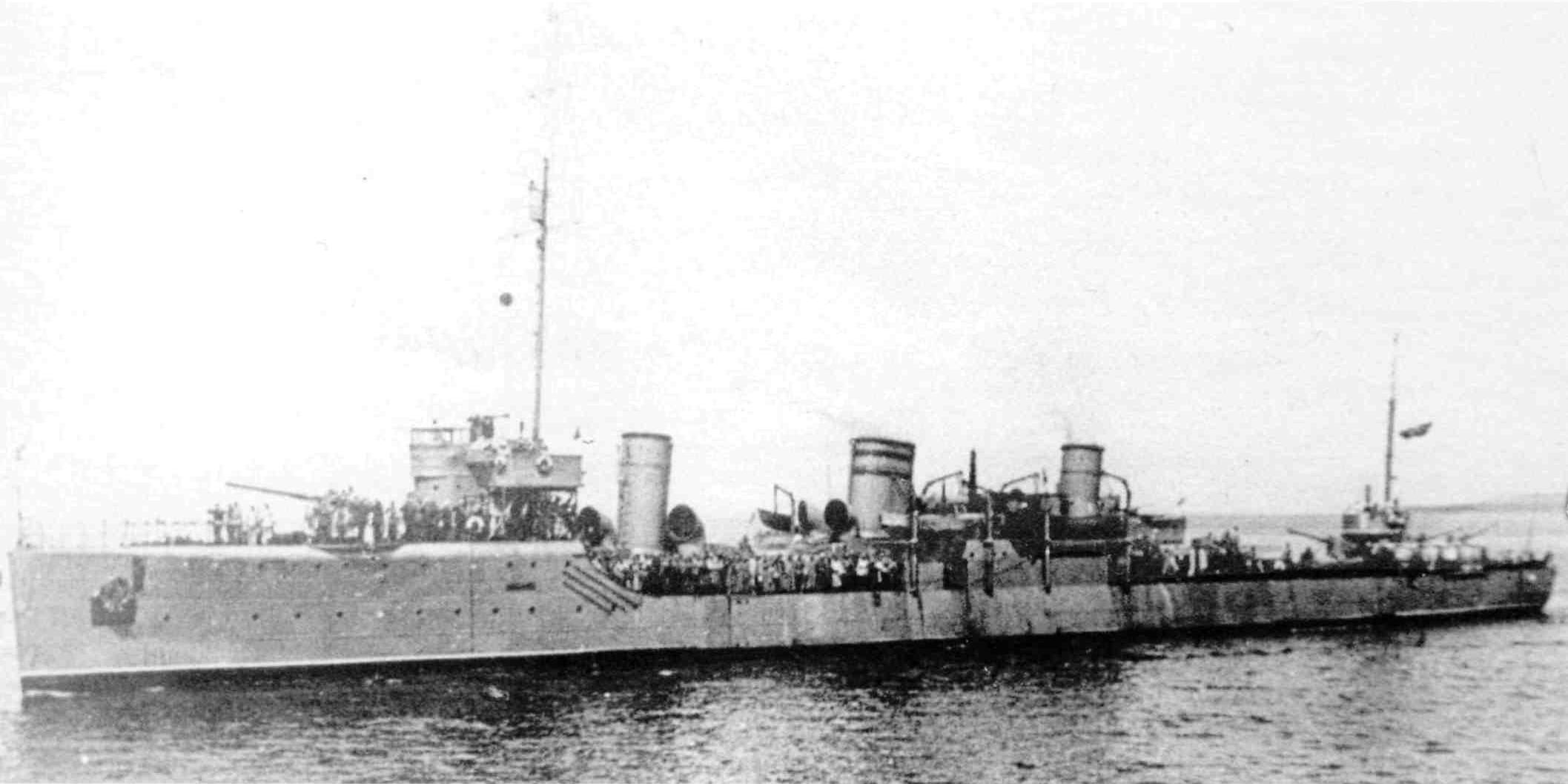
Sowjetischer Zerstörer Artem ex-Azard

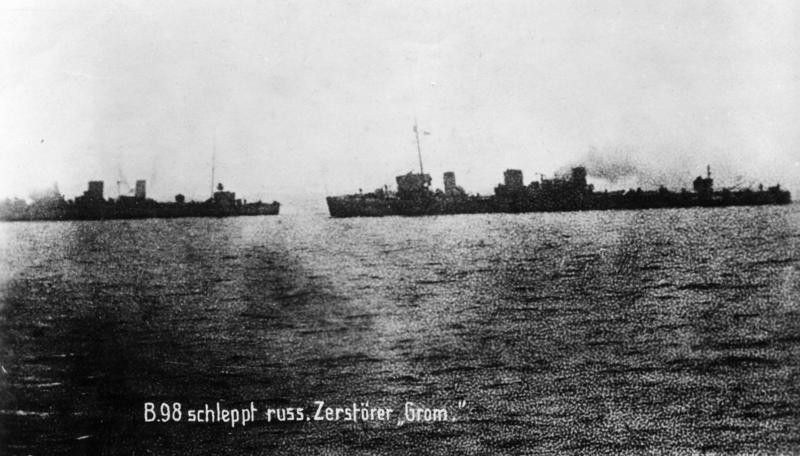
Aufgegebener russischer Zerstörer Grom wird vom Torpedoboot B 98 geschleppt

Gegenüber der Nowik war der Entwurf etwas verkleinert worden. Die Pläne wurden mit Hilfe der deutschen Werft Blohm & Voss in Hamburg für die Putilow-Werft in St. Petersburg erstellt, die diese an die Ust-Ischora-Werft der Metallwerke St. Petersburg weiterleitete. Unterschiede zu zeitgleich gebauten Leitenant-Iljin-Klasse der Putilow-Werft bestanden in der Anordnung und Form der Lüfter, den Schornsteinansätzen und der Brückenform.
Innerhalb der Klasse hatten Grom und Pobeditel je eine 63-mm-Flak L/38 und Orfei und Sabijaka je eine 76,2-mm-Flak L/30 anstatt der 40-mm-Waffe der übrigen Boote.

## Namengebung
Die Boote erhielten die Namen von berühmten russischen Segelschiffen, die in verschiedenen Seeschlachten sich ausgezeichnet haben.

## Boote und Schicksale
| Schiff    | Kiellegung | Stapellauf | in Dienst  | Bemerkung |
| --------- | ---------- | ---------- | ---------- | --- |
| Orfei     | 5.11.1914  | 28.06.1915 | 17.05.1916 | Das Boot lief im November 1917 auf eine Mine, wobei die Turbinen beschädigt und die Wellen verbogen wurden. Anschließend wurde das Schiff eingeschleppt, aber nur konserviert. Am 31. Mai 1922 erfolgte die Streichung aus der Flottenliste. Der Bootskörper wurde ausgeschlachtet, das Vorschiff an den beschädigten Zerstörer Wolodarski angebaut und der Rest anschließend 1929 abgewrackt. |
| Letun     | 11.1914    | 18.10.1915 | 24.07.1916 | Das Boot wurde durch eine Mine am 7. November 1916 bei der Insel Wulf schwer beschädigt, wobei das Heck abgerissen wurde. Der Zerstörer wurde ebenfalls nicht mehr repariert, am 31. Mai 1922 aus der Flottenliste gestrichen und 1925 abgewrackt. |
| Pobeditel | 11.1913    | 5.11.1914  | 7.11.1915  | Das Boot wurde 1919 aufgelegt, 1921 wieder fahrbereit gemacht, am 31. Dezember 1922 in Wolodarski umbenannt, 1935 modernisiert und der Baltischen Flotte zugeteilt. Es sank am 28. August 1941 auf der Juminda-Minensperre im Finnischen Meerbusen. |
| Sabijaka  | 11.1913    | 5.11.1914  | 24.11.1915 | Das Boot wurde schon kurz nach der Indienststellung am 6. Januar 1916 durch eine Mine vor Dagerort schwer beschädigt und nochmals während der Schlacht im Moon-Sund am 14. Oktober 1917. Es wurde von April 1918 bis April 1921 aufgelegt, am 31. Dezember 1922 in Urizki umbenannt und 1935 modernisiert. Seit 1937 gehörte es zur Eismeerflotte, wo es 1951 zum Wachschiff Reut umklassifiziert und im Dezember 1956 als Hulk UTS 22 endgültig außer Dienst gestellt und 1958 abgewrackt wurde. |
| Grom      | 11.1913    | 28.06.1915 | 17.05.1916 | Der Zerstörer versenkte am 13. Juni 1916 während einer Geleitzug-Operation gegen deutsche Erz-Schiffe die U-Boot-Falle H. Das Boot sank nach schweren Artillerietreffern durch die Kaiser und dem Entern durch deutsche Einheiten im Schlepp des Torpedoboots B 98 am 14. Oktober 1917 während der Schlacht im Moonsund. |
| Desna     | 11.1914    | 7.11.1915  | 29.08.1916 | Das Boot wurde 1919 aufgelegt, 1921 wieder fahrbereit gemacht, am 31. Dezember 1922 in Engels umbenannt, 1932 modernisiert und der Baltischen Flotte zugeteilt. Es sank am 24. August 1941 auf der Juminda-Minensperre im Finnischen Meerbusen. |
| Asard     | 07.1915    | 5.06.1916  | 23.10.1916 | Das Boot versenkte zusammen mit dem Zerstörer Gawriil am 9. Juni 1919 im Finnischen Meerbusen das britische U-Boot HMS L55. Asard war stets fahrbereit, wurde am 31. Dezember 1922 in Sinowjew und am 27. November 1928 in Artjom umbenannt. 1933 wurde es modernisiert und sank am 28. August 1941 auf der Juminda-Minensperre im Finnischen Meerbusen. |
| Samson    | 13.07.1915 | 5.06.1916  | 4.12.1916  | Das Boot wurde 1919 aufgelegt, 1921 wieder fahrbereit gemacht, am 31. Dezember 1922 in Stalin umbenannt, 1933 bis 1936 modernisiert und der Fernostflotte zugeteilt. Im Jahr 1951 außer Dienst gestellt, in Hulk PKZ 37 umbenannt und 1956 abgewrackt. |